# Frithjof Vierock
Frithjof Vierock (* 28. August 1943 in Eisenach; † 4. Juli 2020) war ein deutscher Theater-, Film- und Fernsehschauspieler.

## Leben
Sein Vater war der expressionistische akademische Künstler Henry Vierock, seine Mutter die Musikerin Frieda Vierock, geborene Pistorius. Seine Tante war die Schauspielerin Jessie Vihrog.
Frithjof Vierock wuchs in München auf. Nach der Mittleren Reife besuchte er eine Berufsschule für Tänzer und Musiker, später nahm er in München bis 1962 Schauspielunterricht bei Ado Riegler und dessen Frau Martina Eginhardt. In der bayerischen Landeshauptstadt erhielt Vierock bereits Ende der 1950er-Jahre erste Rollen an der Fitz-Kinderbühne und dem damaligen Theater der Jugend. Von Anfang an als freier Schauspieler tätig, hatte Vierock Stückverträge an zahlreichen renommierten Münchner Bühnen wie dem Bayerischen Staatsschauspiel, dem Staatstheater am Gärtnerplatz und der Kleinen Freiheit. Weitere Verpflichtungen führten ihn an die Stuttgarter Komödie im Marquardt und das Theater am Kurfürstendamm in Berlin.
Rollen Vierocks waren neben anderen Gottliebchen in Christian Dietrich Grabbes Scherz, Satire, Ironie und tiefere Bedeutung, Fabian in Pioniere in Ingolstadt von Marieluise Fleißer, Barnaby Tucker im Musical Hello, Dolly! von Jerry Herman, Collin in Die Grasharfe nach dem gleichnamigen Roman von Truman Capote oder Nestor le Fripé im Musical Irma la Douce von Marguerite Monnot und Alexandre Brefford. Vierock spielte hierbei unter namhaften Regisseuren wie Axel von Ambesser, Niels-Peter Rudolph, Rolf Henniger und Karin Jacobsen.
Im Jahr 1958 spielte Vierock in Hula-Hopp, Conny (mit Conny Froboess) einen Lehrjungen in einem Kaufhaus; als Jugendlicher stand Frithjof Vierock 1960 in dem Musikfilm Im weißen Rößl an der Seite von Peter Alexander vor der Kamera, sowie 1962 mit Freddy Quinn in dem Film Freddy und das Lied der Südsee. Vor allem in den 1970er-Jahren spielte er in vielen bekannten TV-Serien mit. 
Bundesweit bekannt wurde Vierock als Gustl Seiler in Helmut Dietls Serie Münchner Geschichten. Er wirkte als Schauspieler vor der Kamera bis zum Jahr 2007 in mehr als 90 Film-und-Fernsehproduktionen mit.
Frithjof Vierock wohnte zuletzt im Münchner Stadtteil Laim. In seinen letzten Lebensjahren hatte er sich größtenteils aus der Öffentlichkeit zurückgezogen und litt an einer Lungenkrankheit. Vierock starb im Juli 2020 im Alter von 76 Jahren und wurde in einem Baumgrab auf dem Urnenhain des Münchner Waldfriedhofs beigesetzt.

## Filmografie (Auswahl)

### Kino
- 1958: Hula-Hopp, Conny
- 1960: Im weißen Rößl
- 1961: Junge Leute brauchen Liebe
- 1961: Toller Hecht auf krummer Tour
- 1962: Max, der Taschendieb
- 1962: Freddy und das Lied der Südsee
- 1963: Waldheimat, als ich noch der Waldbauernbub war[10]
- 1969: Sieben Tage Frist
- 1969: Herzblatt oder Wie sag ich’s meiner Tochter?
- 1969: Eine Frau sucht Liebe
- 1970: Hurra, unsere Eltern sind nicht da
- 1975: Der Edelweißkönig

### Fernsehen
- 1963: Funkstreife Isar 12 (Folge 34)
- 1967: Kommissar Brahm – Länderspiel
- 1967: Bratkartoffeln inbegriffen (Fernsehfilm)
- 1968: Zimmer 13 (Fernsehserie, 13 Folgen)
- 1970: Bäng Bäng (TV-Unterhaltungsserie mit Peter Kraus, Christiane Rücker und Anderen, 18 Folgen)
- 1972: Tatort: Kennwort Gute Reise (Fernsehreihe)
- 1973: Sonderdezernat K1 (Fernsehserie, Folge Ganoven-Rallye)
- 1973: Sesamstraße („Bim“ in Bim und Bumm)
- 1974: Käpt’n Senkstakes Abenteuer
  - Ay, ay, Sheriff
  - Das Spukschloß von Baskermore
  - Ehrenhäuptling der Watubas
- 1974: Münchner Geschichten
- 1975: Der Kommissar (Fernsehserie, Folge Ein Mord auf dem Lande)
- 1975–1976: Das feuerrote Spielmobil (17 Folgen)
- 1979: Der Millionenbauer
- 1979: Tatort: Der King
- 1980: Das Schloßgespenst
- 1981: Die Rumplhanni
- 1983: Die violette Mütze (Fernsehfilm)
- 1983–1986: Polizeiinspektion 1
- 1986: Die Krimistunde (Fernsehserie, Folge 21, Episode: Steckenpferderennen)
- 1991: Ein Schloß am Wörthersee
- 1991: Der Komödienstadel – Millionen im Heu
- 1993: Der Komödienstadel – Der siebte Bua
- 1997–2002: Tierarzt Dr. Engel
- 2006: Die Rosenheim-Cops (Fernsehserie, Folge Der Hahn ist tot)
- 2007: Herbstturnier (Kurzfilm)

### Weitere Gastauftritte in Fernsehserien
- Zur Freiheit
- Café Meineid
- Löwengrube
- Der Alte
- Derrick
- Forsthaus Falkenau
- SOKO 5113
- Praxis Bülowbogen
- Hätten Sie heut’ Zeit für mich? (28. Oktober 1976) (Fernsehshow)
- Der Bergdoktor